# Радио Sputnik
Радио Sputnik — информационно-аналитическая радиостанция, являющаяся частью агентства Sputnik и входящая в МИА «Россия Сегодня». Является преемником радиостанций Голос России и Московское радио, вещавших из Москвы с 1929 года. Работает в 130 городах и 42 странах на частотах FM, DAB/DAB+ (цифровое радиовещание), HD Radio, а также через мобильные приложения и в интернете. По данным «Медиалогии» на июнь 2022 года Sputnik являлся самой цитируемой в СМИ и социальных сетях радиостанцией по России.

## Принципы вещания
Аудитория радиостанции — русскоязычное население постсоветского пространства. С 2022 года идёт вещание на города России в FM-диапазоне. Вещание идёт круглосуточно. Параллельно с эфиром в аудио-формате ежедневно проводятся прямые эфиры из студии в социальных сетях Одноклассники и ВКонтакте, на видео-хостинге Rutube и в именном приложении.
Формат вещания: актуальные новости политики, общества, культуры и науки. Эфир строится на обсуждении актуальных тем с экспертным сообществом, среди которых присутствуют видные российские и иностранные политологи, экономисты, обществоведы, представители науки и культуры.
Пресс-центры Sputnik открыты в Астане, Баку, Бишкеке, Ереване, Кишинёве, Минске, Сухуме, Таллине, Тбилиси, Цхинвале, Ташкенте.
Радиостанция вещает из Москвы, адрес редакции — улица Пятницкая, дом 25-1. 24 июня 2016 года открылась вторая постоянная студия «Левитан». В рамках крупных международных мероприятий (Петербургский международный экономический форум, Восточный экономический форум, Ялтинский международный экономический форум) радиостанция также вещает из выездных студий.

## История
9 декабря 2013 года Президент Российской Федерации В. В. Путин подписал указ о ликвидации государственной радиостанции «Голос России» с последующей передачей имущества новосозданному государственному агентству «Россия сегодня». C 1 апреля 2014 года «Голос России» перестал выходить на средних и коротких волнах, частоте 171 ДВ и цифровом вещании в стандарте DRM. 10 ноября 2014 года на волнах «Голоса России» началось вещание радиостанции Sputnik, входящей в состав медиагруппы «Россия сегодня».
Параллельно продолжались эфиры Sputnik и на других языках. 17 ноября 2017 года, через четыре дня после регистрации RT в качестве «иностранного агента», компания Reston Translator, ответственная за вещание программ радио Sputnik в США, была так же зарегистрирована «иностранным агентом».
В 2017 году радиостанция стала информационным спонсором III Международного форума русскоязычных вещателей.
В 2019 году был запущен собственный сайт RadioSputnik.ru. До того радиостанция работала на субдомене сайта «РИА Новости».
23 октября 2023 года главным редактором радиостанции был назначен разыскиваемый в Украине член Совета по развитию гражданского общества и правам человека при президенте России Кирилл Вышинский, ранее занимавший пост исполнительного директора международной медиагруппы «Россия сегодня».
В 2023 году стажировку прошли участники из стран Ближнего Востока и Африки.

### Переход на FM-вещание
8 марта 2022 года было объявлено, что радио Sputnik переходит на FM-вещание, для работы радиостанции были переданы частоты, на которых ранее выходило в эфир Эхо Москвы, закрытое по требованию Роскомнадзора. Радио Sputnik получило УКВ-(FM) частоты в Москве, Московской области, Санкт-Петербурге, Улан-Удэ, Пскове и Перми.
В планах у «Газпром-Медиа» было запустить на собственных частотах «Эха Москвы» в ряде регионов новую радиостанцию с другим форматом, её название было неизвестно, однако 9 марта на московской и петербургской частоте «Эха» (а позже и в других регионах) началось вещание Радио Sputnik.
Решение передать волны «Эха Москвы» радиостанции Sputnik называли «политическим», оно вызвало резкую критику со стороны слушателей и в определенных журналистских кругах.
В первый день FM-эфира ведущими программ на радио Sputnik стали председатель совета Фонда развития цифровой экономики Герман Клименко и официальный представитель МИД Мария Захарова, которые позже стали ведущими еженедельных программ.

## Распространение
До выхода на FM-вещание радиостанция вещала в интернете. В некоторых регионах России программы радиостанции ретранслировались в эфире местных радиостанций: радио RT (Сочи), М1 (Московская область) и Мир Белогорья (Белгородская область).
После аннексии Крыма 2014 году радиостанция «Голос России» начала вещание на полуострове. Позже программы Радио Sputnik ретранслировались крымской радиостанцией «Спутник в Крыму» во всех крупных городах полуострова.
С 2015 года осуществляется вещание вместо украинских радиостанций в Луганске на частоте 106,5 FM, на территории самопровозглашенной ДНР, в Донецке на частоте — 100,0 МГц, в Торезе — 100,2 МГц, в Тельманове — 98,0 МГц.
С 9 марта 2022 года в Москве на частоте 91,2 МГц, Талдом на частоте 106,8 МГц, Шатура на частоте 105,1 МГц, Санкт-Петербурге, на частоте 91,5 МГц, Пскове на частоте 102,6 МГц и Улан-Удэ на частоте 102,8 МГц.
5 октября 2022 года руководитель холдинга «Магма» Андрей Творогов сообщил, что бывшая радиостанция «Эхо Перми» была окончательно заменена на «Радио Sputnik Пермь».
С 15 февраля 2023 года начато вещание в Саратове (105.8 FM) на бывшей частоте «Эхо Москвы». C 11 апреля 2023 года планируется начало полноценного вещания в Челябинске также на частоте закрытого «Эхо Москвы». С 1 мая 2023 года начато вещание в Самаре на частоте 99,1 МГц FM, также вместо «Эхо Москвы».
9 июня 2023 года было запущено региональное вещание на Санкт-Петербург и Ленинградскую область на частоте 91,5 FM. Руководителем вещания назначена Ирина Мульд, ранее работавшая в Крымском отделении радио Sputnik.
С 7 августа 2023 года Радио Sputnik начало вещание в Калининграде на частоте 87.7 FM.
31 августа 2023 года было приостановлено вещание радио Sputnik в Карабахе. Дмитрий Киселёв уточнил, что по итогу очередной Карабахской войны необходимо получить одобрение вещания у властей Азербайджана.

### Блокировки
В марте 2022 YouTube-канал издания был заблокирован из-за сокрытия и искажения информации о российском вторжении на Украину.
В октябре 2023 года Служба информации и безопасности Молдовы заблокировала радио Sputnik на территории страны по причине «дезинформации, затрагивающей национальную безопасность». По данным «The Insider» глава местного подразделения радио Sputnik — Виталий Денисов — являлся также кадровым военным ГРУ России.

## Цитируемость издания
По данным «Медиалогии» с марта 2017 года Радио Sputnik входит в топ-5 самых цитируемых радиостанций России. По итогам 2019 года радио Sputnik вошло в топ-три рейтинга. По итогам 2020 года Радио Sputnik возглавило рейтинг цитируемости среди российских радиостанций. Годом позже радио Sputnik удержало первое место в рейтинге.
В апреле 2022 года, после блокировок изданий, освещающих российское вторжение на Украину, Sputnik впервые возглавил рейтинг цитируемости в социальных сетях. В этом месяце в рейтинг впервые не попало вынужденно объявившее о приостановке своей работы на территории России радио «Свобода», которое ранее лидировало с огромным отрывом: еще в марте, когда «Свобода» прекратила вещание, количество гиперссылок в соц. медиа на материалы станции было в 20 раз больше, чем на материалы Sputnik, занимавшего в рейтинге второе место.

## Руководство
- генеральный директор: Дмитрий Киселёв
- главный редактор: Кирилл Вышинский[6]

## Награды
- Radio Station Awards 2016 (Россия) — победа в номинации «Лучшее информационное радио»[38][39].